# Grallaria hypoleuca
El tororoí ventriblanco (Grallaria hypoleuca), también denominado tororoi pechiblanco (en Colombia), tororoi de vientre blanco (en Perú), gralaria ventriblanca (en Ecuador) o chululú de espalda baya, es una especie de ave paseriforme perteneciente al numeroso género Grallaria  de la familia Grallariidae, anteriormente incluido en Formicariidae. Es nativo del noroeste de América del Sur.

## Distribución y hábitat
La subespecie nominal se distribuye en Colombia en los Andes centrales (Antioquia) y en la vertiente occidental de los Andes orientales (desde Santander al sur hasta Cundinamarca), mientras la subespecie castanea se distribuye desde el sur de Colombia (al sur desde la cabecera del valle del Magdalena) y este de Ecuador hacia el sur hasta el norte de Perú (norte de Cajamarca).
Es bastante común  en el suelo o cerca de él, en hábitats de bordes de bosques montanos entre los 1400 y 2200 m s. n. m. de altitud.